# Partit Revolucionari-Kawa
Partit Revolucionari-Kawa (kurd: Partîya Sores-Kawa; turc: Devrim Partisi-Kawa), conegut generalment només com Kawa, fou un moviment nacionalista kurd creat a Turquia el 1976, arrel de la negativa de les organitzacions d'esquerra turques a reconèixer el fet nacional kurd. Es va dividir en Denga Kawa (1977) i Kawa Roig (1978). El 1994 o 1995 el KAWA reunificat es va unir als Alliberadors Nacionals del Kurdistan (branca KUK-RNK), al Tekosina Sosyalist i al YEKBÛN per formar la Plataforma d'Unitat Socialista del Kurdistan (PYSK).